# Нове Ґонсево
Нове Ґонсево (пол. Nowe Gąsewo) — село в Польщі, у гміні Сипнево Маковського повіту Мазовецького воєводства.
Населення — 192 особи (2011).
У 1975-1998 роках село належало до Остроленцького воєводства.

## Демографія
Демографічна структура станом на 31 березня 2011 року:
|          | Загалом | Допрацездатний вік | Працездатний вік | Постпрацездатний вік |
| -------- | ------- | ------------------ | ---------------- | -------------------- |
| Чоловіки | 93      | 16                 | 68               | 9                    |
| Жінки    | 99      | 18                 | 56               | 25                   |
| Разом    | 192     | 34                 | 124              | 34                   |